# Richard Pedersen
Richard Pedersen (ukendt fødselsdato, død 5. september 1987 i Fredericia) var en dansk politiker, der var borgmester i Fredericia Kommune fra 1970 til 1981, valgt for Socialdemokratiet. 
Richard Pedersen, der i sit civile liv var togfører, blev kommunens første borgmester efter kommunalreformen i 1970. Han overtog posten efter Martin Hansen, der var borgmester fra 1962 til 1970.